# Kalibo Airport

i7
i11
i13
Der Kalibo International Airport (Filipino Paliparang Pandaigdig ng Kalibo, Hiligaynon Pangkalibutan nga Hulugpaan sang Kalibo, Akeanon: Pangkalibutan nga Paeuparan it Kalibo, IATA-Code: KLO, ICAO-Code: RPVK) ist ein internationaler Flughafen auf der Insel Panay (Philippinen), der die Provinz Aklan und die Provinzhauptstadt Kalibo bedient. Gleichzeitig ist es einer der beiden Flughäfen, die als Zutrittstor für die Touristeninsel Boracay dienen (Caticlan, oder auch Godofredo P. Ramos Airport ist der andere). Es ist der zurzeit am schnellsten wachsende Flughafen der Philippinen in Bezug auf Fluggastzahlen mit einem Wachstum von über 50 % im Jahr 2010. Der Flughafen wird von der Civil Aviation Authority of the Philippines betrieben.
Der Flughafen liegt inmitten von Reisfeldern nur etwa zehn Minuten Fahrzeit vom Stadtzentrum Kalibos entfernt. Bis zum Jetty nach Boracay sind es etwa zwei Stunden Fahrzeit.
Der Flughafen übernahm in den letzten Jahren immer wieder den Flugverkehr von und nach Caticlan.

## Flughafeneinrichtungen
Der Terminal ist spartanisch auf die Bedürfnisse angepasst. Restaurants findet man nur im Vorfeld des Terminaleingangs. Ein kleiner Andenkenladen ist vorhanden.